# Charles de Montmagny

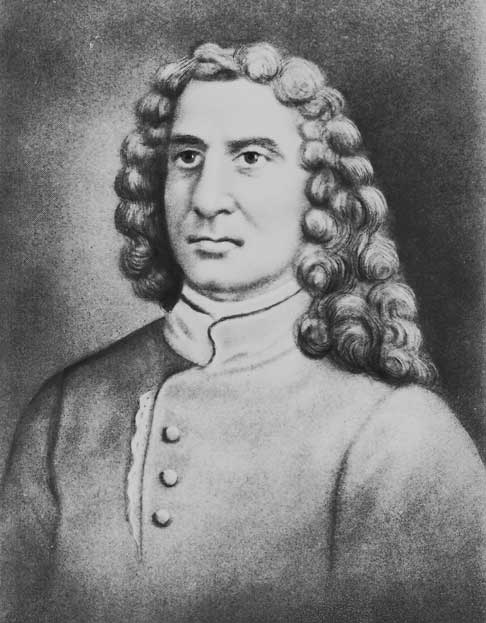
Charles Jacques Huault de Montmagny

Charles Jacques Huault de Montmagny (ur. 1583, zm. 1654) – drugi gubernator generalny Nowej Francji w latach 1636–1648. Od 1622 kawaler zakonu maltańskiego.
Charles Huault został wychowany przez jezuitów. 3 sierpnia 1622 roku wstąpił do zakonu kawalerów maltańskich. Służył jako oficer marynarki, walcząc z Turkami oraz piratami z Algieru i Trypolisu. W 1632 roku został jednym z udziałowców Kompanii Stu Wspólników.
W 1635 roku Jean de Lauson, dyrektor Kompanii i krewniak Charlesa Huaulta, mianował go gubernatorem Nowej Francji. 11 czerwca 1636 roku przybył do kolonii w towarzystwie porucznika Achille'a Brehauta Delislego, sekretarza Martiala Piraube'a oraz trzech oficerów. 
Montmagny był szczególnie zasłużony dla miasta Québec. Za jego czasów rozpoczęto budowę silnych umocnień po zachodniej stronie miasta, wytyczono cztery pierwsze ulice i utworzono przedmieścia. Założył także osadę Trois-Rivières i Montreal. Zbudował również Fort Richelieu (dziś Sorel-Tracy), leżący u ujścia rzeki o tej samej nazwie. Kierował zwycięską obroną tego fortu przed atakiem oddziału Irokezów składającego się z 700 wojowników. W swych akcjach kolonizacyjnych współpracował blisko z jezuitami. Za jego rządów kolonia zaczęła prosperować gospodarczo.
Montmagny wychowany przez jezuitów w duchu porozumienia, rozpoczął tradycję współpracy z Indianami, wśród których zyskał duży autorytet. Indianie nadali mu imię Ononthio, które było tłumaczeniem na miejscowy dialekt jego nazwiska "Wielka Góra". Po pierwszych konfliktach z Irokezami zawarł z nimi traktat pokojowy w Trois-Rivières w 1645.
Montmagny po odwołaniu z Kanady został wysłany z misją na Antyle, gdzie umarł w 1654.